# Gasteranthus wendlandianus
Gasteranthus wendlandianus är en tvåhjärtbladig växtart som först beskrevs av Johannes von Hanstein, och fick sitt nu gällande namn av Wiehler. Gasteranthus wendlandianus ingår i släktet Gasteranthus och familjen Gesneriaceae. Inga underarter finns listade i Catalogue of Life.